# Rue du Marais-Vert
La rue du Marais-Vert (en allemand Grüner Bruch, en dialecte alsacien Im Griene Bruesch) est une voie de la ville de Strasbourg dans le quartier des Halles.

## Situation et accès
La rue commence quai Kléber. Sur le côté droit de la rue s'égrènent l'Allée des Justes parmi les nations (qui est aussi le trottoir du quai Kléber), le square de l'Ancienne Synagogue et le complexe résidentiel, sportif, commercial et de bureaux la place des Halles. La rue croise à gauche la rue de Pâques, une rue piétonne amenant sur la rue du Faubourg de Saverne. L'entrée Porte du Marais-Vert du centre commercial est à cette hauteur. Plus loin à droite, la rue croise celle de l'ancienne Gare. Son nom lui vient de la première gare intra-muros de Strasbourg présente dans ces lieux. Là, à gauche, existe un passage piéton vers un ilôt central communiquant avec la rue du Faubourg de Saverne et ouvert sur le boulevard du Président-Wilson. La rue termine avec une voie de gauche donnant sur le tunnel routier Marais-Vert - Wodli et une voie de droite aboutissant boulevard du Président-Wilson.
La rue est desservie par les bus L6, 71 et 41,71,73,75,76, dans un sens, celui de sortie de la ville vers les faubourgs nord, à l'arrêt décentralisé Faubourg de Saverne situé à la hauteur de la rue de Pâques ainsi qu'à l'arrêt décentralisé Wilson juste avant le boulevard du Président-Wilson.
La rue du Marais Vert est proche de l'arrêt Ancienne Synagogue - Les Halles des trams A et D, de l'arrêt Faubourg de Saverne du tram C et du bus L6 (sens entrée en ville depuis les faubourg nord) ainsi que de l'arrêt Wilson des bus G et le futur bus H (à haut niveau de service), 2, L6 (sens entrée en ville depuis les faubourgs nord) et 10.
La circulation routière y est à sens unique sud-nord. La rue est le point d'entrée du parking P1 de la place des Halles juste avant la rue de l'ancienne Gare ainsi que le point de sortie de ce même parking, à l'entrée de la rue. À son extrémité nord, la voie de droite est reliée au boulevard du Président-Wilson dans le sens Gare - place de Haguenau et la voie de gauche embranchée sur le tunnel routier Marais-Vert - Wodli qui donne sur l'A35 (autoroute des Cigognes, l'autoroute gratuite traversant l'Alsace du nord au sud aussi appelée Voie Rapide du Piémont des Vosges ou VRPV sur la portion entre Entzheim et Sélestat), l'A4 (autoroute de l'est vers Reims et Paris), Cronenbourg, Mittelhausbergen et Oberhausbergen.

## Origine du nom

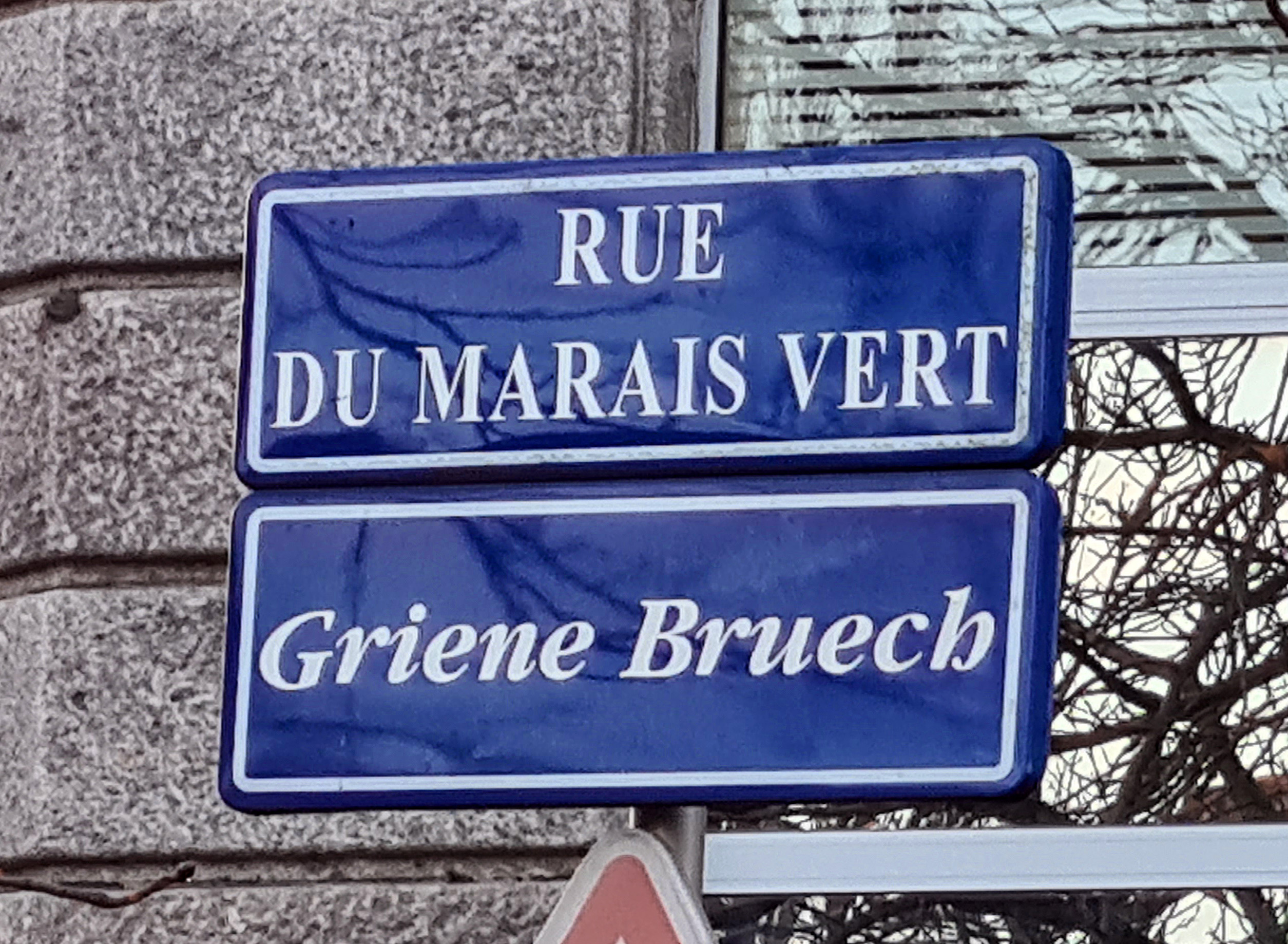
Plaque bilingue, en français et en alsacien.

La rue tient son nom du fait qu'elle a été ouverte et bâtie sur une zone de marais et de jardins, hors la ville.

## Historique

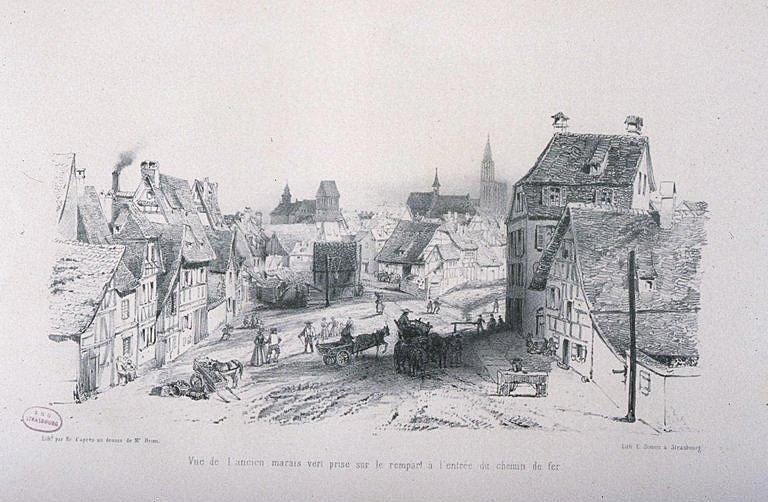
Vue de l'ancien marais vert prise sur le rempart à l'entrée du chemin de fer

La rue du Marais-Vert s'est développée dans les marécages au nord des fortifications du Xe siècle délimitées par le Fossé du Faux Rempart.
La rue était située dans le faubourg de Saverne, un des faubourgs de la ville comme il y a à la même époque le faubourg blanc (actuel faubourg national) ou le faubourg de Pierre. La rue parallèle du Faubourg de Saverne, 50 mètres à l'ouest de la rue du Marais-Vert, en conserve le souvenir.
Au cours de la seconde moitié du XIVe siècle, la ville procède au troisième agrandissement de son périmètre fortifié en y intégrant le faubourg ouest d'une superficie de 76 hectares et dont le faubourg de Saverne fait partie. La muraille de 2 600 mètres de long prend naissance au fossé du Faux-Rempart en amont du barrage Vauban, suit le tracé des actuels rue de Wasselonne, boulevards de Metz, du Président-Wilson et du Président-Poincaré, rue du Fossé-des-Treize et rejoint le Fossé du Faux Rempart à la hauteur du Palais de Justice.

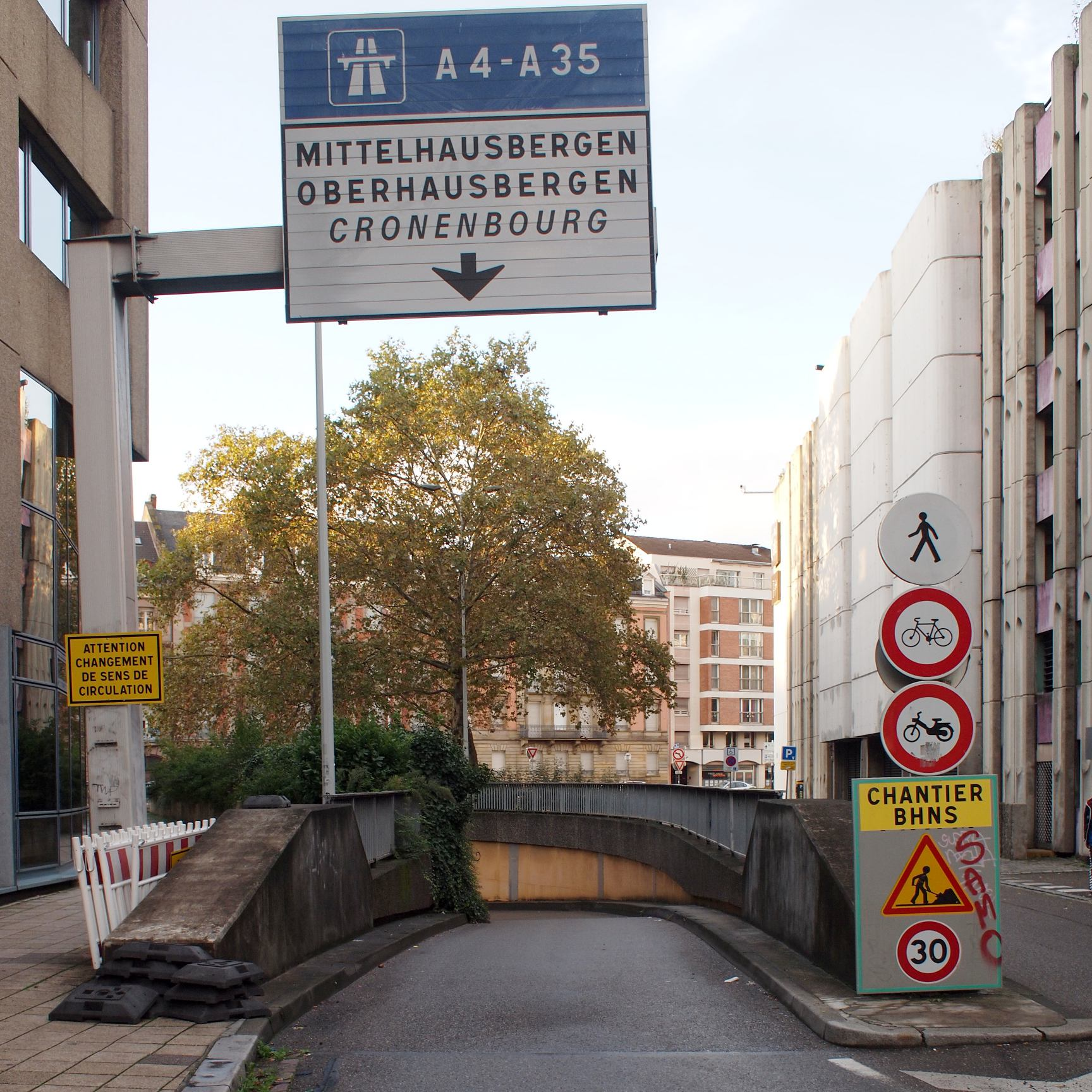
Au bout de la rue, la voie de droite et à gauche, l'entrée du tunnel routier Marais-Vert - Wodli